# Le Brick « Mercure » attaqué par deux navires turcs
Le Brick « Mercure » attaqué par deux navires turcs (en russe : Бриг „Меркурий“ атакованный двумя турецкими кораблями) est une peinture à l'huile d'Ivan Aïvazovski de 1892, conservée à la galerie nationale d'art d'Aïvazovski de Feodossia en Crimée et virtuellement par le Musée russe de Saint-Pétersbourg en Russie.

## Histoire
Le brick « Mercure » (ru) est un navire ayant existé et représenté dans d'autres œuvres. Il a servi dans la  neuvième guerre russo-turque de 1828 à 1829.

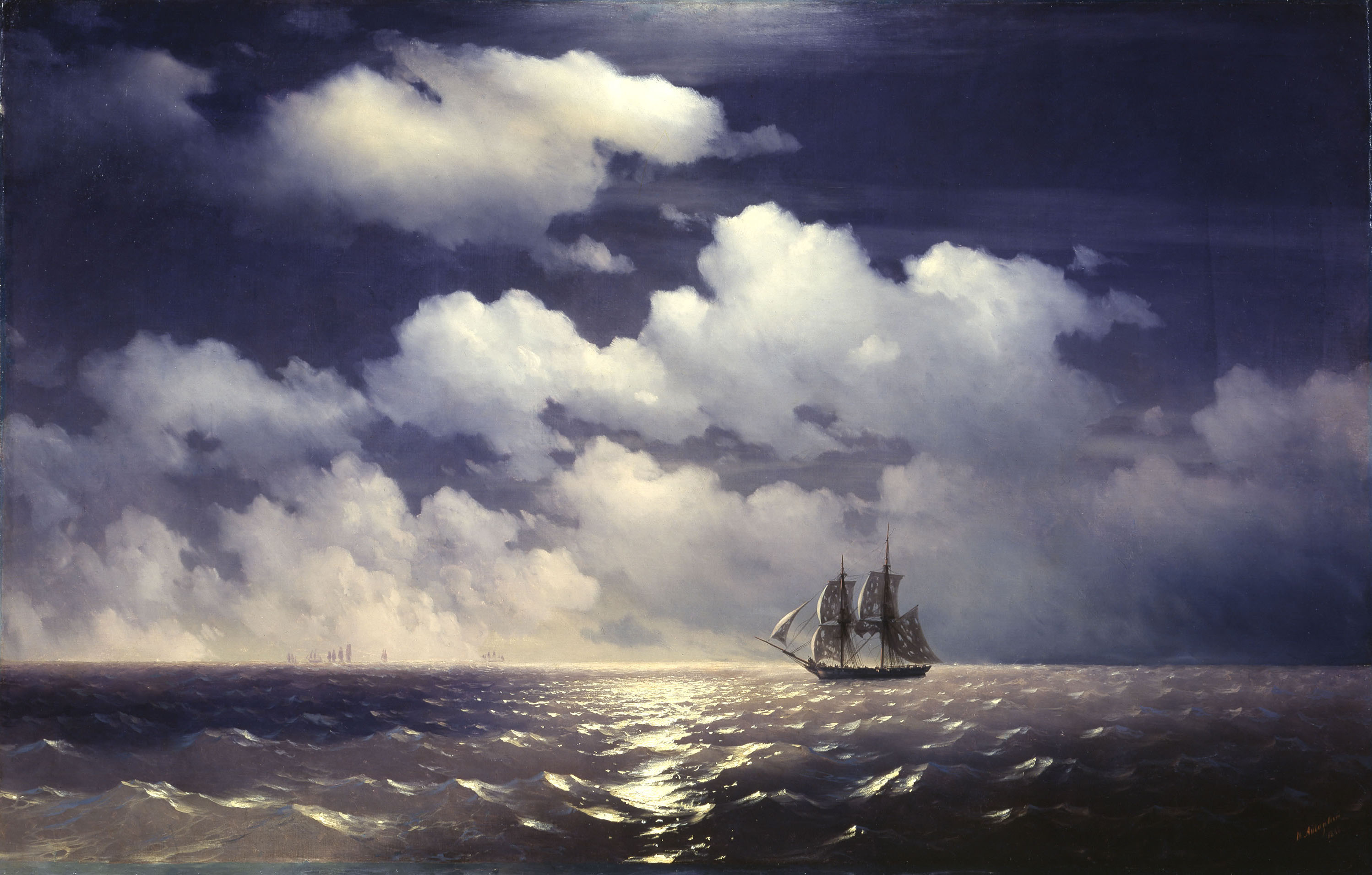
Le Brick « Mercure » après sa victoire sur deux navires turcs, Ivan Aïvazovski, 1848.
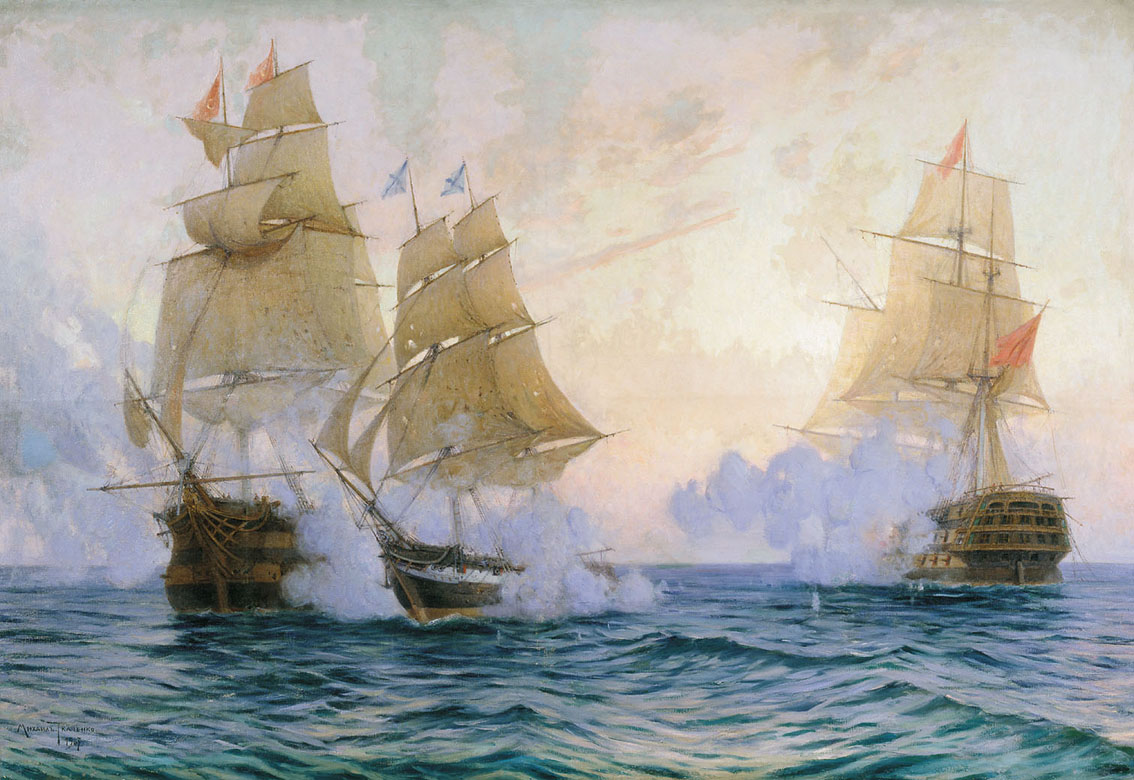
Peinture de Mikhaïl Tkatchenko, 1907.
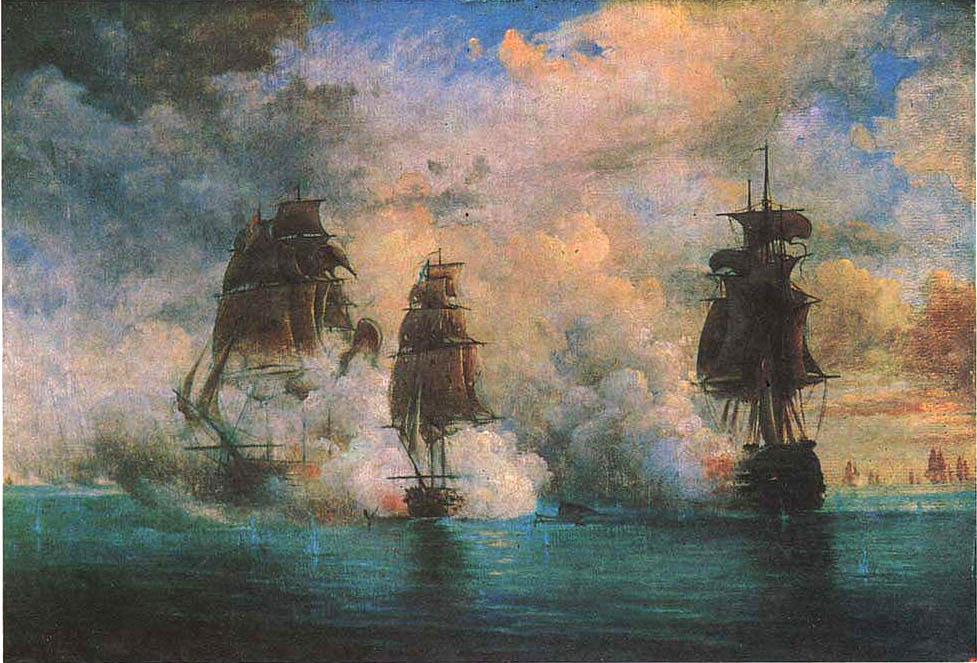
La Frégate « Mercure » contre deux bateaux turcs en 1829, Nikolaï Krasovski, 1867.